# Parque Nacional de Cantanhez
Der Parque Nacional de Cantanhez (PNC, auch Matas de Cantanhez) ist ein Nationalpark im Süden des westafrikanischen Landes Guinea-Bissau.
Wie alle acht Naturschutzgebiete des Landes untersteht auch der Nationalpark Cantanhez dem öffentlich-rechtlichen Instituto da Biodiversidade e das Áreas Protegidas (IBAP).
Der auch als Matas de Cantanhez (portugiesisch für „Cantanhez-Wälder“) bekannte Nationalpark Cantanhez gilt als letzter intakter Urwald des Landes. Er ist über 1067 km² groß und liegt in einem sehr regenreichen Gebiet, mit einem durchschnittlichen Niederschlag zwischen 2500 und 3000 mm im Jahr.

## Lage
Der Nationalpark Cantanhez liegt in der Region Tombali im Südwesten des Landes, am Rio Cacine. Seine Ostgrenze bildet einige Kilometer lang die Grenze zum Nachbarland Guinea-Conakry. Der Nationalpark ist 258 Straßenkilometer südlich von der Hauptstadt Bissau entfernt, von denen die letzten 60 km aus einer schlechten Lehmpiste bestehen.
Er erstreckt sich über 1 067,67 km² (106.767 ha) und liegt im Gebiet der drei Verwaltungssektoren Bedanda, Cacine und Quebo.

## Geschichte
Das Gebiet wurde als geschützter Wald Matas de Cantanhez von der Regierung Guinea-Bissaus 1980 erstmals unter Schutz gestellt.
1997 schuf das Land die gesetzlichen Voraussetzungen zur Einrichtung von Nationalparks.
Die Regierung übertrug die Verwaltung der Naturschutzgebiete in Guinea-Bissau im Jahr 2004 dem neugeschaffenen Instituto da Biodiversidade e das Áreas Protegidas (IBAP).
Seit 2007 wird das Naturschutzgebiet Cantanhez als Naturpark Parque Natural de Cantanhez in den Aufzeichnungen des IBAP geführt. 2011 erfolgte die Erhebung zum Nationalpark.
Mit der Novellierung des Gesetzes der Naturschutzgebiete (Lei das Áreas Protegidas e as Regras de Gestão, Veröffentlichung im Gesetzesblatt Boletim Oficial Nr. 9 unter dem Aktenzeichen Decreto-lei Nº 5-A/2011) wurde 2011 der Nationalparkstatus des Cantanhez-Parks rechtsgültig festgeschrieben.

## Lokale Gemeinschaft

### Einwohner
Im Gebiet des Nationalparks leben etwa 20.000 Menschen verteilt auf 13 größere Dörfer (Tabancas).
Sie gehören den sechs Ethnien Balanta, Nalu, Tanda, Fulbe (Fula), Djacanca und Susso an, die oft mit verwandten Ethnien im benachbarten Guinea verbunden sind, etwa die viehzüchtenden Fulbe aus Fouta Djallon, die Waldbauern der Susso, oder die Balanta, die den regional verbreiteten, natürlich bewässerten Reis anbauen.

### Fußballverein
Der lokale Fußballverein Estrela de Cantanhez Futebol Clube ist ein landesweit bekannter Botschafter der Region, seine Spieler werden häufig mit Beinamen wie homens das matas (portugiesisch für „Männer der Wälder“) oder  „Equipa do Cantanhez“ (etwa „Mannschaft des Cantanhez-Nationalparks“) belegt.
Der Klub stieg 2015 in die Erste Liga Guinea-Bissaus auf, musste jedoch nach der Saison 2017 als Tabellenletzter wieder in die zweite Liga absteigen.
Seinen größten Erfolg errang der Verein 2013, als er überraschend als Drittligist den Landespokal gewinnen konnte. Er spielte danach im CAF Confederation Cup 2014, schied dort aber nach der ersten Runde gegen die Red Lions aus Liberia aus.
Der Estrela de Cantanhez FC empfängt seine Gäste im 1200 Zuschauer fassenden Estádio da Estrela in Cubucaré.

## Flora
Der Nationalpark ist vor allem durch tropische Regenwälder und Mangrovenwälder gekennzeichnet. Hier finden sich die als Pau mizeria bekannten Anisophyllea laurina (aus der Familie der Anisophylleaceae), Mampataz (Parinari excelsa aus der Familie der Goldpflaumengewächse), Pau veludo (Dialium guineense aus der Familie der Hülsenfrüchtler), der Tagara-Baum (Alstonia congensis aus der Familie der Hundsgiftgewächse), die Faroba de lala (Albizia gummifera aus der Familie der Albizia) und eine Reihe Palmengewächse, darunter die Ölpalme.

## Fauna

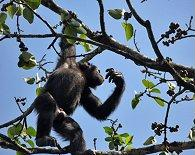
Schimpanse im Wald

Eine Vielzahl Säugetieren, Vögel, Reptilien, Fische und Insekten sind hier zu finden. So sind hier über 30 verschiedene Säugetiere und etwa 40 Fischarten zuhause. Von Bedeutung sind auch die hier ausgemachten sieben Tierkorridore, zwei von ihnen grenzüberschreitend und zwei mit Verbindung zum Parque Natural das Lagoas de Cufada und dem zukünftigen Nationalpark Dulombi im heutigen Complexo Dulombi, Boé e Tchetche. Einige vom Aussterben bedrohte Tierarten finden über diese Korridore immer wieder auch in den Cantanhez-Nationalpark, darunter auch Elefanten.
Als bekanntestes Säugetier im Cantanhez Nationalpark dürften die Westlichen Schimpansen (Pan troglodytes) gelten. Im Jahr 2011 zählte man hier 287 Nester, die sie hier ganz überwiegend (zu 92 %) in den Ästen der Ölpalme anlegen.
Zudem sind Kaffernbüffel, Pferdeantilopen, Weißbart-Stummelaffen, Warzenschweine, verschiedene Ducker-Antilopen und verschiedene Primaten wie Guinea-Paviane und Stummelaffenarten zu nennen. Unter den Vögeln ist ebenfalls eine breite Vielfalt zu beobachten, darunter eine Vielzahl Zugvögel. Zu den größten Vögeln im Nationalpark zählen die Pelikane.